# Непал на літніх Олімпійських іграх 2016
Непал на літніх Олімпійських іграх 2016 представляли 7 спортсменів у 5 видах спорту.

## Спортсмени
| Дисципліна      | Чоловіки | Жінки | Разом |
| --------------- | -------- | ----- | ----- |
| Легка атлетика  | 1        | 1     | 2     |
| Стрільба з лука | 1        | 0     | 1     |
| Дзюдо           | 0        | 1     | 1     |
| Плавання        | 1        | 1     | 2     |
| Тхеквондо       | 0        | 1     | 1     |
| Разом           | 3        | 4     | 7     |

## Стрільба з лука
Непал отримав запрошення від Тристоронньої комісії на участь у Олімпіаді одного лучника, і таким чином дебютував на Олімпійських іграх у цьому виді спорту.
| Спортсмен          | Дисципліна                        | Відбірковий раунд | Відбірковий раунд | Раунд 1/64            | Раунд 1/32         | Раунд 1/16         | Чвертьфінали       | Півфінали          | Фінал / БМ         | Фінал / БМ      |
| Спортсмен          | Дисципліна                        | Результат         | Місце             | Суперник Результат    | Суперник Результат | Суперник Результат | Суперник Результат | Суперник Результат | Суперник Результат | Місце           |
| ------------------ | --------------------------------- | ----------------- | ----------------- | --------------------- | ------------------ | ------------------ | ------------------ | ------------------ | ------------------ | --------------- |
| Джитбахадур Муктан | індивідуальна першість (чоловіки) | 607               | 60                | Атану Дас (IND) L 0–6 | Завершив виступ    | Завершив виступ    | Завершив виступ    | Завершив виступ    | Завершив виступ    | Завершив виступ |

## Легка атлетика
Непал отримав запрошення від Тристоронньої комісії на участь у Олімпіаді двох легкоатлетів (по одному кожної статі).
Легенда
- Примітка — для трекових дисциплін місце вказане лише для забігу, в якому взяв участь спортсмен
- Q = пройшов у наступне коло напряму
- q = пройшов у наступне коло за добором (для трекових дисциплін — найшвидші часи серед тих, хто не пройшов напряму; для технічних дисциплін — увійшов до визначеної кількості фіналістів за місцем якщо напряму пройшло менше спортсменів, ніж визначена кількість)
- NR = Національний рекорд
- N/A = Коло відсутнє у цій дисципліні
- Bye = спортсменові не потрібно змагатися у цьому колі

Трекові і шосейні дисципліни
| Спортсмен           | Дисципліна                    | Попередній забіг | Попередній забіг | Півфінал         | Півфінал         | Фінал            | Фінал            |
| Спортсмен           | Дисципліна                    | Результат        | Місце            | Результат        | Місце            | Результат        | Місце            |
| ------------------- | ----------------------------- | ---------------- | ---------------- | ---------------- | ---------------- | ---------------- | ---------------- |
| Харі Кумар Рімал    | біг на 5000 метрів (чоловіки) | 14:54.42         | 23               | Н/Д              | Н/Д              | Завершив виступ  | Завершив виступ  |
| Сарасваті Бхаттараї | біг на 1500 метрів (жінки)    | 4:33.94          | 13               | Завершила виступ | Завершила виступ | Завершила виступ | Завершила виступ |

## Дзюдо
Непал отримав запрошення від Тристоронньої комісії на участь у Олімпіаді однієї дзюдоїстки в категорії до 63 кг, таким чином повернувшись на Олімпіаду в цьому виді спорту після восьмирічної перерви.
| Спортсмен    | Категорія        | Раунд 1/32                       | Раунд 1/16         | Чвертьфінали       | Півфінали          | Втішний поєдинок   | Фінал / БМ         | Фінал / БМ       |
| Спортсмен    | Категорія        | Суперник Результат               | Суперник Результат | Суперник Результат | Суперник Результат | Суперник Результат | Суперник Результат | Місце            |
| ------------ | ---------------- | -------------------------------- | ------------------ | ------------------ | ------------------ | ------------------ | ------------------ | ---------------- |
| Пхупу Кхатрі | до 63 кг (жінки) | Марісет Еспіноса (CUB) L 000—011 | Завершила виступ   | Завершила виступ   | Завершила виступ   | Завершила виступ   | Завершила виступ   | Завершила виступ |

## Плавання
Непал отримав універсальні місця від FINA на участь в Олімпійських іграх двох плавців (по одному кожної статі).
| Спортсмен     | Дисципліна                           | Попередній заплив | Попередній заплив | Півфінал         | Півфінал         | Фінал            | Фінал            |
| Спортсмен     | Дисципліна                           | Час               | Місце             | Час              | Місце            | Час              | Місце            |
| ------------- | ------------------------------------ | ----------------- | ----------------- | ---------------- | ---------------- | ---------------- | ---------------- |
| Шіріш Гурунг  | 100 метрів вільним стилем (чоловіки) | 57.76 NR          | 58                | Завершив виступ  | Завершив виступ  | Завершив виступ  | Завершив виступ  |
| Гауріка Сінгх | 100 метрів на спині (жінки)          | 1:08.45           | 31                | Завершила виступ | Завершила виступ | Завершила виступ | Завершила виступ |

## Тхеквондо
Непал отримав запрошення від тристоронньої комісії на участь Ніші Равал у категорії понад 67 кг серед жінок, таким чином повернувшись на Олімпіаду в цьому виді спорту після восьмирічної перерви.
| Спортсмен  | Категорія           | Раунд 1/16             | Чвертьфінали       | Півфінали          | Втішний поєдинок          | Фінал / БМ         | Фінал / БМ |
| Спортсмен  | Категорія           | Суперник Результат     | Суперник Результат | Суперник Результат | Суперник Результат        | Суперник Результат | Місце      |
| ---------- | ------------------- | ---------------------- | ------------------ | ------------------ | ------------------------- | ------------------ | ---------- |
| Ніша Равал | понад 67 кг (жінки) | Чжен Шуїнь (CHN) L 0–2 | Завершила виступ   | Завершила виступ   | Гвладіс Епанг (FRA) L 3–4 | Завершила виступ   | 7          |